# Skoczów (Cieszyn)
Skoczów (en tchèque : Skočov ; en allemand : Skotschau) est une ville du powiat de Cieszyn dans la voïvodie de Silésie, en Pologne. C'est le siège de la gmina de Skoczów.

## Géographie
Skoczów se trouve dans le sud-est de la région historique de Haute-Silésie (Silésie de Cieszyn), à mi-chemin entre Cieszyn et Bielsko-Biała. La ville est située sur la Vistule amont, au nord des Beskides occidentales. Elle s'étend sur 9,85 km² et comptait 14 550 habitants en 2016.

## Histoire
Au VIIe siècle déjà, la région était peuplée par le peuple slave des Golensizi. Selon la légende, la ville est fondée en 917 ; en fait, Coczow est mentionnée pour la première fois dans un acte de l'an 1282. À partir de 1290, à l'époque du morcellement féodal du royaume de Polognele, le domaine appartenait au duché de Cieszyn, l'un des duchés héréditaires en Haute-Silésie sous le règne de la maison Piast. En 1327, le duc Casimir Ier de Cieszyn se tourne vers le royaume de Bohême et rend un hommage de vassalité au roi Jean de Luxembourg. Vers la fin du XIVe siècle, les citoyens se sont vus investir du droit de Magdebourg.  Après un incendie dévastateur en 1470, la ville fut reconstruite à l'initiative du duc Casimir II.
Un pays de la couronne de Bohême, la Silésie fait partie de la monarchie de Habsbourg dès l'an 1526. Dans les années 1540, le duché de Cieszyn devint protestant sous le règne Venceslas III Adam. Néanmoins, une partie de la population est restée catholique, dont le prêtre Jean Sarkander. Quelques décennies plus tard, la guerre de Trente Ans a dévasté la région tout entière. Après les guerres de Silésie, au milieu du XVIIIe siècle, les domaines furent incorporés dans la Silésie autrichienne.
À la fin de la Première Guerre mondiale et la dissolution de l'Autriche-Hongrie, en 1918, une guerre polono-tchécoslovaque a éclaté pour la Silésie de Cieszyn. En 1920, lors de la conférence de Spa, la partition de la région sur le tracé de la rivière Olza est actée et Skoczów passe à la voïvodie de Silésie de la république de Pologne.

## Politique et administration

### Jumelages
| - Békéscsaba en Hongrie - Karviná en République tchèque - Martin en Slovaquie |

## Personnalités liées à Skoczów
- Gustaw Morcinek (en) ;
- Saint Jean Sarkander (1576-1620), prêtre catholique et martyr, y est né ;
- Ludwik Klimek (1912-1992), peintre ;
- Professeur Paul Tendera.